# Mercado Corona
El Mercado Corona está ubicado en el centro de la ciudad de Guadalajara, capital del estado de Jalisco, México. Más precisamente en la manzana delimitada por las calles Hidalgo, Santa Mónica, Zaragoza e Independencia, a una cuadra del Palacio Municipal. 
Es considerado uno de los centros de compra más importantes de dicha ciudad. Su construcción inició en el año 1888 por mandato del gobernador Ramón Corona, quién fue asesinado antes de la inauguración del mercado la cual fue el 15 de septiembre de 1891, razón por la que el ayuntamiento decidió nombrarlo Mercado Corona. Este inmueble ha sufrido varios incendios durante su historia en los años 1910, 1919, 1929 y 2014.
Actualmente cuenta con 581 espacios comerciales, su estilo es moderno parecido a un centro comercial. Cuenta con tres pisos, elevadores, escaleras, cajones de estacionamiento, terrazas y área de comida.
Se pueden encontrar diversos productos como arreglos florales, hierbas medicinales, ropa, artesanías, artículos para fiestas, comida y antojitos mexicanos.

## Historia

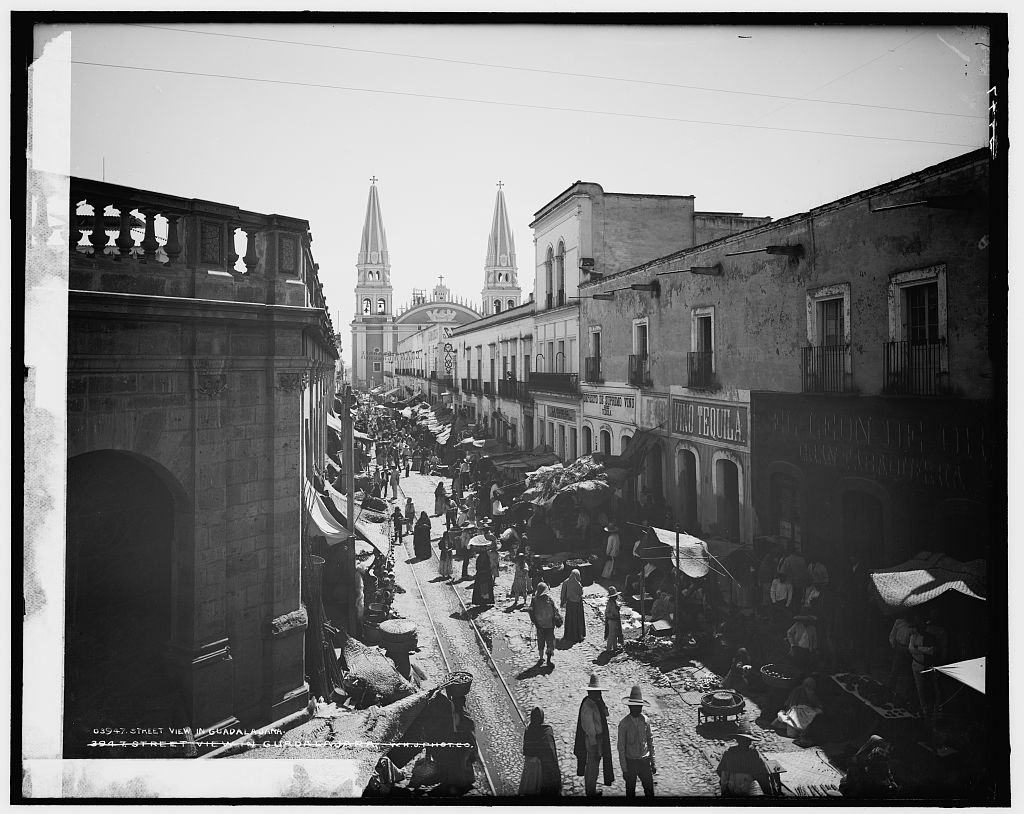
El mercado a finales del.

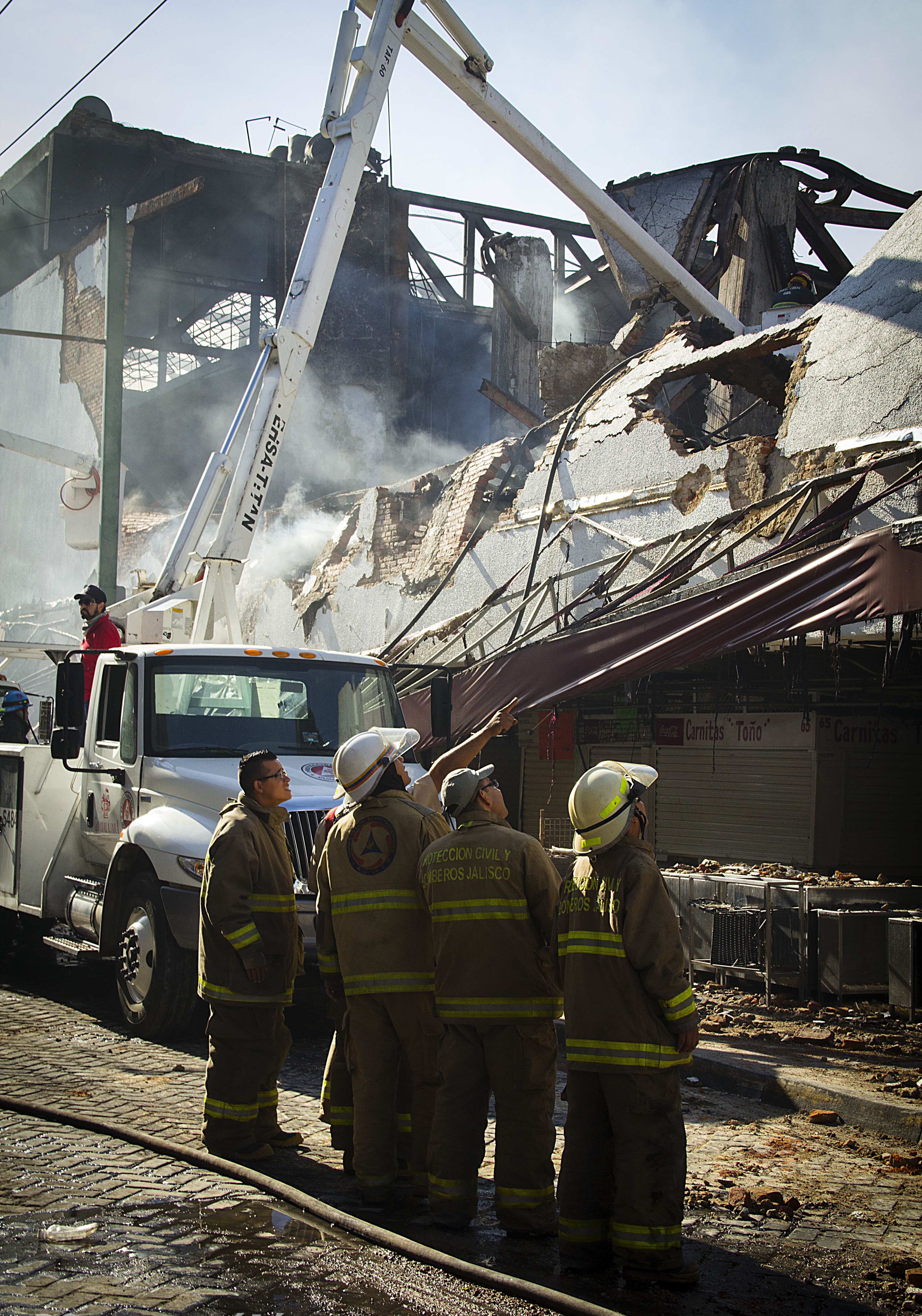
Incendio del mercado en 2014.

En 1570 se asentó en Guadalajara el oidor y futuro obispo Francisco Gómez de Mendiola y Solórzano, construyendo su casa en el terreno que hoy ocupa el mercado. Mando a construir a lado de su casa el Colegio de Santa Catalina de Siena, a cargo de la Orden de Predicadores.
Los problemas de salud pública en Guadalajara implicaron la necesidad de construir nuevos hospitales. El espacioso colegio de Santa Catalina parecía muy adecuado para lidiar con los problemas y entonces fue convertido en el Hospital de San Miguel de Belén. Nuevas epidemias azotaron la ciudad a finales del siglo XVIII y saturaron el hospital. El cementerio que estaba ubicado al lado del hospital no ayudaba detener los contagios. Viendo la gravedad de la situación, el obispo Antonio Alcalde y Barriga mandó a construir un nuevo hospital en otro sitio que hoy en día es el Hospital Civil de Guadalajara. El antiguo hospital quedó en el abandono y el ayuntamiento compró las ruinas en 1800.
A principios del siglo XIX la ciudad necesitaba un mejor abastecimiento de varios productos, en especial los agrícolas. El ayuntamiento vio la posibilidad de instalar un mercado en las ruinas del antiguo hospital. Las ruinas que aún existían fueron acondicionadas para locales comerciales y el resto del terreno abierto fue convertido en la Plaza Venegas en honor al virrey Francisco Xavier Venegas. Fue en esta plaza donde fue ejecutado el insurgente José Antonio Torres. Posteriormente surgió un tianguis en la plaza. Las malas condiciones higiénicas en las que se encontraban llamaron la atención del gobernador Ramón Corona.
En el año de 1888 José María Gómez comenzó la obra del primer mercado de Guadalajara, la construcción terminó en el año 1891, año en que el gobernador Corona fue asesinado, por lo que el ayuntamiento nombró el mercado en su honor Mercado Corona. El mercado era del estilo neoclásico y contaba con una cúpula bien iluminada con ventanales italianos que dejaban pasar la luz solar que se reflejaba de una manera policromática sobre la fuente central rodeada por puestos de flores.
El 15 de noviembre de 1910, un cohete fue disparado desde la Plaza de Armas, rompiendo un cristal del mercado e iniciando un gran incendio que destruyó casi por completo el mercado. El siniestro requirió la necesidad de reconstruir el mercado, sin embargo sufrió dos incendios más en 1919 y 1929 por lo que fue modificado constantemente.
En 1963 se reconstruyó el mercado durante el mandato de Francisco Medina Ascencio. Estuvieron a cargo del proyecto a cargo del ingeniero Julio de la Peña y el arquitecto Jorge Güitrón, dándole un estilo de mercado tradicional, designando área gastronómica y terraza para comensales, estacionamiento, oficinas y área de usos múltiples, azotea y terraza mirador para eventos. Al cumplir con un diseño que concuerda con el entorno histórico, arquitectónico y social fomentó el uso y aseguró el éxito del mercado. Construido sobre cimientos de piedra, con arcos de medio punto a los alrededores.
El 4 de mayo de 2014 el mercado sufrió nuevamente un incendio. El incendio comenzó alrededor de las 20:30 horas debido a un corto circuito en un establecimiento de la planta, el cual rápidamente se propagó y causó daños del 90% en el inmueble.
Después del incendio del 4 de mayo de 2014, se convocó a concurso por invitación para el proyecto arquitectónico de la reconstrucción de este mercado. En la convocatoria participaron 39 despachos locales y se evaluaron aspectos arquitectónicos, comerciales y sobre el impacto social. Con un lapso de 18 días para preparar la propuesta conceptual y cinco días de proceso de evaluación y selección, entre 30 proyectos terminados, la oficina de arquitectura Fernández Arquitectos fue designada para el proyecto.
En mayo del 2014 Edificación Industrial y Servicios S.A. de C.V., quien obtuvo el contrato por 20 millones 525 mil pesos, para desarrollar en un mes la construcción de la cimentación y el sótano en la zona donde estaba el mercado.
El proyecto incluye un patio central, paneles solares, elevadores, escaleras, área gastronómica, área de carga y descarga, y un sistema para integrarse con la Plaza Guadalajara y la Línea 3 del Tren Eléctrico Urbano de Guadalajara.
El 29 de septiembre de 2015 el mercado fue reabierto por el presidente municipal Ramiro Hernández García antes de terminar su mandato. El 6 de marzo de 2016 se vuelve a inaugurar el mercado, ahora con la presencia del presidente municipal Enrique Alfaro Ramírez, levantaron sus cortinas 80 locatarios, de los 581 espacios comerciales del inmueble 472 ya están entregados.